# Anchois péruvien
Engraulis ringens
Espèce
Statut de conservation UICN

 LC  : Préoccupation mineure
L'anchois péruvien ou anchois du Pérou (Engraulis ringens) est une espèce de poissons marins appartenant à la famille des engraulidés. C'est l'espèce de poissons la plus pêchée au monde, bien que sa répartition dans le Pacifique soit fortement et périodiquement changeante en raison du phénomène El Niño.

## Répartition géographique et habitat
L'anchois péruvien est un poisson pélagique qui vit principalement au Sud de l'océan Pacifique, régulièrement massivement capturé sur les côtes du Pérou et du Chili (selon le rythme des épisodes El Niño qui provoque leur migration vers des eaux plus froides, plus oxygénées et plus riches en plancton. 
L'espèce forme des bancs de plusieurs milliers d'individus qui se déplacent généralement à 80 km des côtes entre 3 et 80 m de profondeur.
Ces poissons vivent jusqu'à 4 ans, pour atteindre 20 cm, avec le recrutement survenant après seulement 6 mois à 8 cm.

## Alimentation
Cet anchois se nourrit principalement de phytoplancton, mais également de zooplancton.

## Pêche

### Une espèce abondante selon le climat
Après une période de grande abondance vers la fin des années 1960, la population de cette espèce s'est effondrée lors du phénomène El Niño de 1972, quand l'eau chaude a dérivé sur le courant de Humboldt en abaissant la profondeur de la thermocline. Les éléments nutritifs des eaux riches étaient alors plus rares et la production de phytoplancton a diminué, laissant les anchois avec une source de nourriture épuisée, associé à la surpêche (12 millions de tonnes annuelles).
Depuis le milieu des années 1980, l'anchois du Pérou est redevenu très abondant, avec des niveaux de capture actuels comparables à ceux des années 1960.
Selon la FAO, plus de 7,4 millions de tonnes d'anchois péruviens ont été pêchées en 2008 et 6,9 millions de tonnes en 2009.

### Utilisations alimentaires
L'anchois est presque exclusivement utilisé pour la fabrication de farine animale et fait du Pérou le premier producteur de farines de poisson dans le monde (50 %).